# Mât de télévision de Vinnytsia

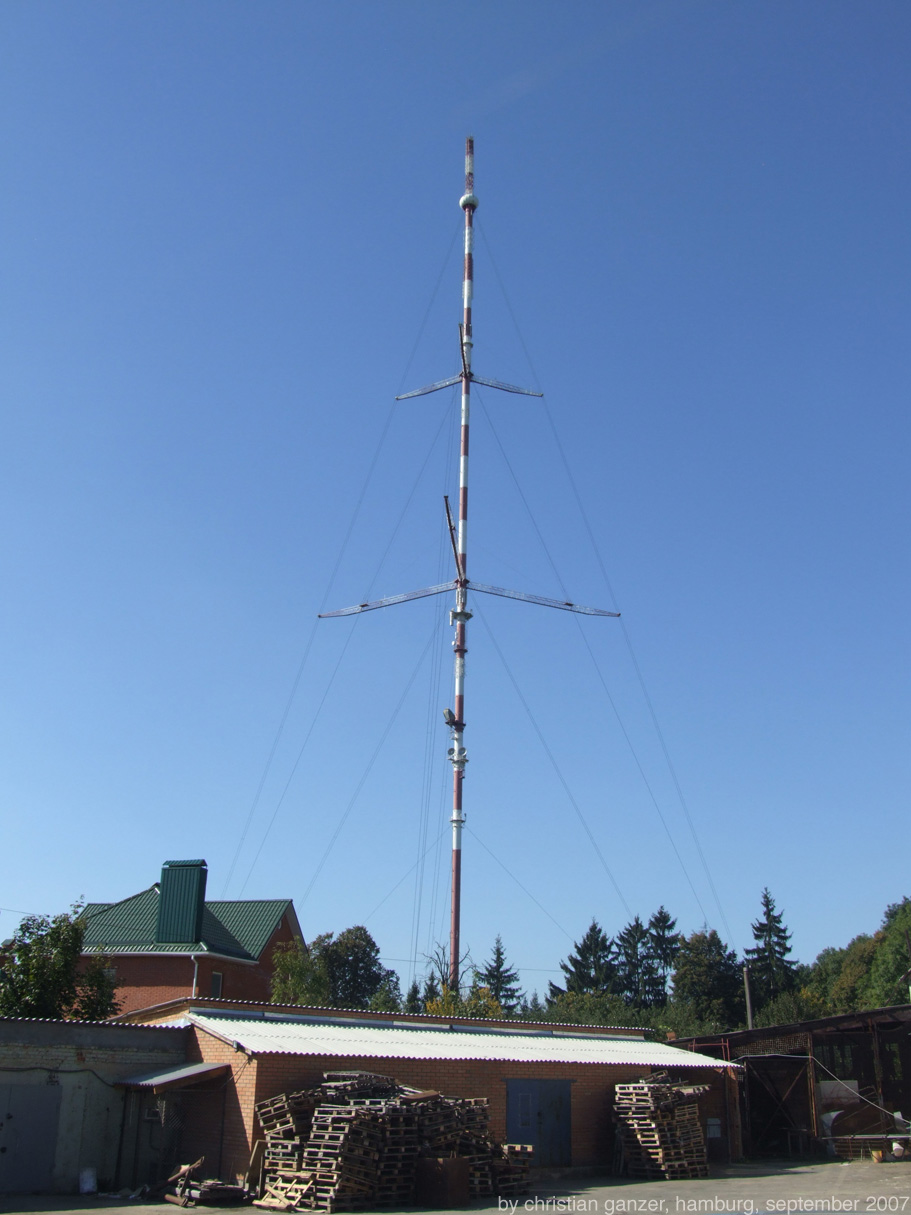
Tour de télévision de Vinnytsia

La mât de télévision de Vinnytsia est un haut mât haubané de 354 mètres en tube d'acier, utilisé comme émetteur pour la bande FM et pour la télévision, situé en Podolie (Ukraine). Une particularité de sa structure est qu'elle est constituée de trois traverses disposées en angles de 120 degrés en deux niveaux, allant de sa structure aux filins. Il a été construit en 1961.
Du fait de la réduction de la hauteur de l’émetteur de Belmont, elle pourrait être le deuxième plus grand mât haubané en tubes d'acier dans le monde après la Torreta de Guardamar située à Guardamar del Segura.